# Grand établissement
Cet article court présente un sujet plus développé dans : Établissement public à caractère scientifique, culturel et professionnel et Liste des grands établissements.
En France, « grand établissement » est un statut juridique de certains établissements nationaux d’enseignement supérieur et de recherche jouissant de la personnalité morale et de l’autonomie pédagogique et scientifique, administrative et financière.
Un grand établissement est un type particulier d’établissement public à caractère scientifique, culturel et professionnel (EPSCP). Les conditions de reconnaissance en tant que grand établissement sont fixées dans le Code de l'éducation.

## Historique

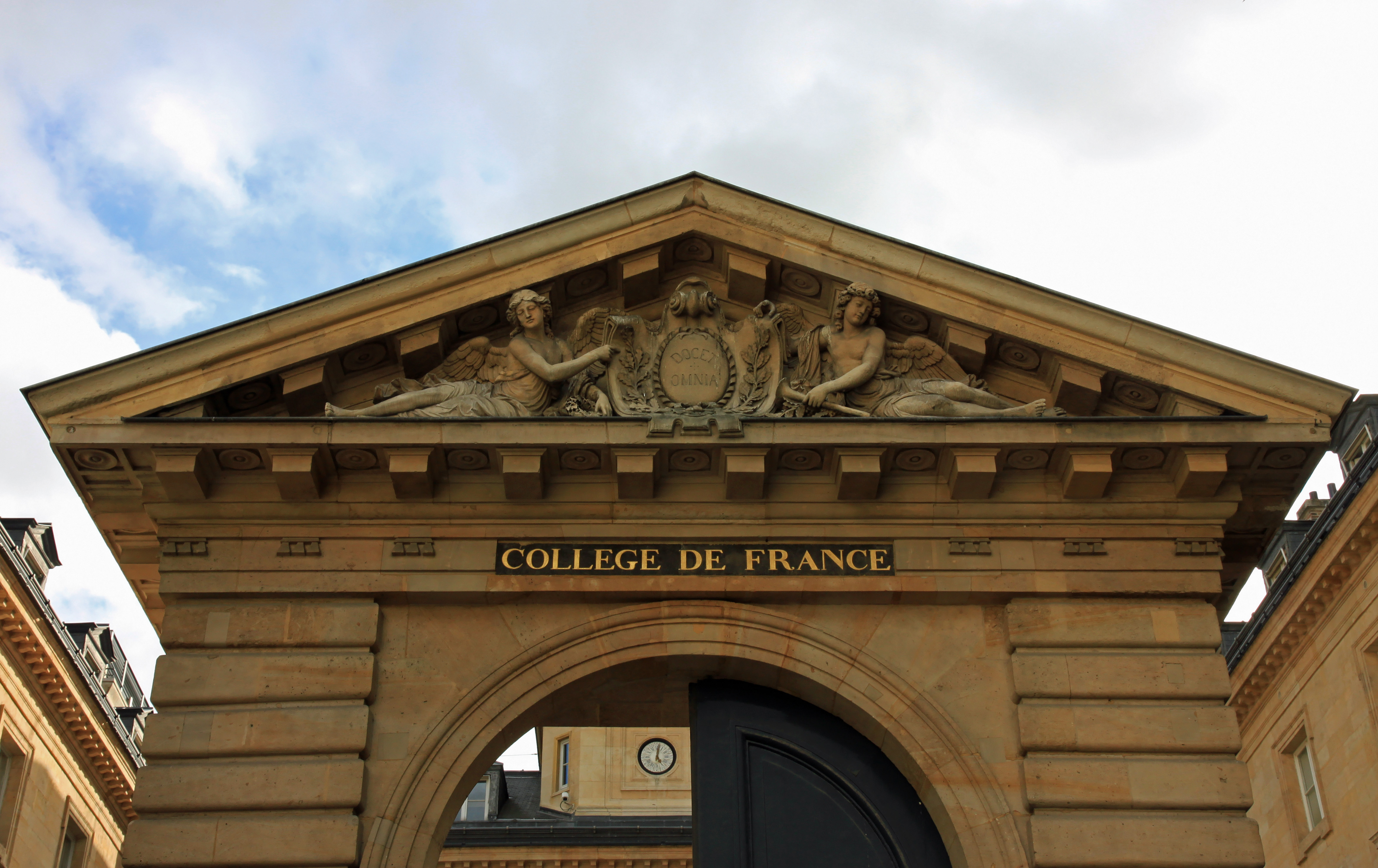
Fronton du Collège de France.

La loi sur l’enseignement supérieur de 1984 (dite « loi Savary ») créé plusieurs types d’établissements publics à caractère scientifique, culturel et professionnel, dont les grands établissements. La loi renvoie à des décrets en Conseil d'État les règles d’organisation et de fonctionnement, « dans le respect des principes d’autonomie et de démocratie ». Ils peuvent déroger aux articles définissant les EPSCP. Les premiers établissements qui prennent ce statut sont le Collège de France, le Conservatoire national des arts et métiers, l’École des hautes études en sciences sociales, l’École pratique des hautes études, l’Institut d’études politiques de Paris, l’observatoire de Paris, le Palais de la découverte, l’École centrale, l’Institut national des langues et civilisations orientales et l’École nationale supérieure d’Arts et métiers. En 2000, il existe quatorze grands établissements et leur nombre augmente par la suite, avec de plus la transformation d’établissements de « droit commun » en grand établissement : Université Paris-Dauphine, Institut polytechnique de Grenoble et Université de Lorraine, fusion d’universités et d’écoles d’ingénieurs. Afin de limiter le recours à ce statut, la loi relative à l'enseignement supérieur et à la recherche de 2013 limite désormais ce statut à « des établissements de fondation ancienne et présentant des spécificités liées à leur histoire », ou bien « à des établissements dont l’offre de formation ne comporte pas la délivrance de diplômes pour les trois cycles de l'enseignement supérieur ».

## Conditions de qualification
La qualification de grand établissement peut être reconnue, soit à des établissements de fondation ancienne et présentant des spécificités liées à leur histoire, soit à des établissements dont l'offre de formation ne comporte pas la délivrance de diplômes pour les trois cycles de l'enseignement supérieur.
Les dirigeants des grands établissements sont choisis après appel public à candidatures et examen de ces candidatures, selon des modalités fixées par les statuts de l'établissement. Ces dispositions ne sont pas applicables aux établissements dont les statuts prévoient que les dirigeants sont élus ou que les fonctions de direction sont exercées par des militaires.
Des décrets en Conseil d'État fixent les règles particulières d'organisation et de fonctionnement des grands établissements dans le respect des principes d'autonomie et de démocratie définis par le présent titre.
Le décret peut prévoir la création d'un conseil académique disposant de tout ou partie des compétences de l'établissement. Lorsqu'un conseil académique n'a pas été créé, les compétences sont exercées par les instances de l'établissement.